# Bathyrhombila
Bathyrhombila is een geslacht van kreeftachtigen uit de klasse van de Malacostraca (hogere kreeftachtigen).

## Soort
- Bathyrhombila furcata Hendrickx, 1998